# Pseudobrookita
La pseudobrookita es un mineral de la clase de los minerales óxidos. Fue descubierta en 1878 en una mina en Simeria, en el distrito de Hunedoara (Rumania), siendo nombrada así del griego pseudos -falso- y de brookita, en alusión al parecido con este mineral.

## Características químicas
Es un óxido de hierro y titanio.
Forma una serie de solución sólida con la armalcolita ((Mg,Fe2+,Al)(Ti4+,Fe3+)2O5), en la que la sustitución gradual del hierro por magnesio y/o aluminio va dando los distintos minerales de la serie.

## Formación y yacimientos
Es un mineral que se forma por procesos pneumatolíticos en rocas magmáticas andesita, basalto o riolita enriquecidas en titanio, así como por reacciones post-volcánicas con xenolitos incluidos en dichas rocas.
Suele encontrarse asociado a otros minerales como: hematita, magnetita, bixbyíta, ilmenita, enstatita-ferrosilita, tridimita, cuarzo, sanidina, topacio, espesartina, berilo, mica, casiterita o apatito.